# Yarrow Reservoir
Das Yarrow Reservoir ist ein Stausee östlich von Chorley in Lancashire, England. Er wurde ab 1867 von Thomas Duncan dem Ingenieur der Stadt Liverpool für deren Wasserversorgung gebaut. Der Stausee liegt östlich des südlichen Endes des Anglezarke Reservoirs und des nördlichen Endes des Upper Rivington Reservoirs. Der River Yarrow mündet an der Meeting of the Water genannten Nordostecke in den Stausee und fließt von der Westseite in das Anglezarke Reservoir.